# Crush (Mandy Moore)
Crush è un singolo della cantante e attrice statunitense Mandy Moore, pubblicato nel 2001.

## Tracce
- CD Promo (USA)

1. Crush (Ric Wake Mix) – 3:49

## Video
Il videoclip della canzone è stato diretto da Chris Applebaum.